# Henri Mersch
Henri Mersch (ur. 4 października 1929 w Redange, zm. 26 lipca 1983 w Differdange) – luksemburski sztangista, olimpijczyk.
W roku 1960 reprezentował swój kraj na igrzyskach w Rzymie, zajął 16. miejsce w podnoszeniu ciężarów.